# Hipótesis glucostática
La hipótesis glucostática postulaba originalmente que el nivel de glucosa circulante en sangre (glucemia) era el responsable de regular el apetito inhibiendo o estimulando el centro de la saciedad en el núcleo ventromedial del hipotálamo.
Actualmente se considera que no es la glucosa directamente la que modula la sensación de hambre sino la acción de la insulina sobre el núcleo arqueado del hipotálamo. Así, la hiperglucemia conlleva una hiperinsulinemia que provoca saciedad; por el contrario la hipoglucemia produce bajos niveles de insulina circulante y esto desencadena el apetito.
- Datos: Q11682513